# آنا ريزيند
آنا ريزيند (بالبرتغالية: هيتهنهبنخبنخبنخبننبن Rezende) هي عازفة قيثارة ومخرجة برازيلية، ولدت في 19 مارس 1983 في ساو باولو في البرازيل.

## وصلات خارجية
- آنا ريزيند على موقع ميوزك برينز (الإنجليزية)
- آنا ريزيند على موقع ديسكوغز (الإنجليزية)